# ATP Challenger Series 2009
Los ATP Challenger Series son la segunda categoría en el tenis profesional masculino por detrás de los torneos del ATP World Tour 250. Los cambios en el sistema de puntuación en el año 2009 influyeron negativamente en este tipo de torneos produciéndose un minúsculo aumento de puntos otorgados en comparación con los aumentos en la puntuación de Grand Slam y ATP Masters 1000. Con este nuevo sistema la brecha entre jugadores del circuito ATP y del circuito Challenger se acrecentará resultando aún más complicado a los jugadores de esta última categoría su inserción en los torneos mayores..
Los torneos de mayor dinero dentro de esta categoría (US$150.000 más hospitalidad) darán una suma de 125 puntos para el ranking de la ATP al ganador mientras que los de menor dinero (US$35.000) darán 75 puntos al ganador.

## Torneos
En 2009, el calendario de torneos challengers es el siguiente:
| Lugar               | Fecha            | Superficie        | Premios   | Ganador                      |
| São Paulo           | 5 de enero       | Dura              | 100.000+H | Ricardo Mello (195º)         |
| Numea               | 5 de enero       | Dura              | 75.000+H  | Brendan Evans (173º)         |
| Salinas             | 12 de enero      | Dura              | 35.000+H  | Santiago Giraldo (162º)      |
| Iquique             | 19 de enero      | Tierra batida     | 35.000+H  | Máximo González (126.º)      |
| Heilbronn           | 26 de enero      | Dura (i)          | 100.000+H | Benjamin Becker (135.º)      |
| Carson              | 26 de enero      | Dura              | 50.000    | Wayne Odesnik (115.º)        |
| Bucaramanga         | 26 de enero      | Tierra batida     | 35.000+H  | Horacio Zeballos (181º)      |
| Breslavia           | 2 de febrero     | Dura (i)          | 125.000+H | Michael Berrer (129.º)       |
| Dallas              | 2 de febrero     | Dura (i)          | 50.000    | Ryan Sweeting (202.º)        |
| Burnie              | 2 de febrero     | Dura              | 50.000    | Brydan Klein (221.º)         |
| Belgrado            | 16 de febrero    | Dura (i)          | 125.000+H | Viktor Troicki (46.º)        |
| Tánger              | 16 de febrero    | Tierra batida     | 35.000+H  | Marc López (234.º)           |
| Besanzón            | 23 de febrero    | Dura (i)          | 125.000+H | Kristof Vliegen (114.º)      |
| Melbourne           | 23 de febrero    | Dura              | 50.000    | Bernard Tomic (536.º)        |
| Mequínez            | 23 de febrero    | Tierra batida     | 35.000+H  | Rui Machado (145.º)          |
| Wolfsburgo          | 23 de febrero    | Carpeta (i)       | 35.000+H  | Ruben Bemelmans (241.º)      |
| Bérgamo             | 2 de marzo       | Dura (i)          | 125.000+H | Lukáš Rosol (158.º)          |
| Cherbourg           | 2 de marzo       | Dura (i)          | 50.000+H  | Arnaud Clément (66.º)        |
| Rabat               | 9 de marzo       | Tierra batida     | 50.000+H  | Laurent Recouderc (176º)     |
| Providencia         | 9 de marzo       | Tierra batida     | 35.000+H  | Máximo González (96.º)       |
| Kioto               | 9 de marzo       | Carpeta (i)       | 35.000+H  | Sergei Bubka, Jr. (273.º)    |
| Bogotá              | 16 de marzo      | Tierra batida     | 125.000+H | Horacio Zeballos (149.º)     |
| Sunrise             | 16 de marzo      | Dura              | 125.000+H | Robin Söderling (26º)        |
| Marrakech           | 16 de marzo      | Tierra batida     | 125.000+H | Marcos Daniel (114.º)        |
| Bangkok             | 16 de marzo      | Dura              | 50.000    | Florian Mayer (305.º)        |
| Caltanissetta       | 16 de marzo      | Tierra batida     | 35.000+H  | Jesse Huta Galung (184.º)    |
| Barletta            | 23 de marzo      | Tierra batida     | 50.000+H  | Ivo Minář (96.º)             |
| Korat               | 23 de marzo      | Dura              | 50.000    | Andreas Beck (104.º)         |
| Jersey              | 23 de marzo      | Dura (i)          | 50.000    | Daniel Evans (439.º)         |
| Sarajevo            | 23 de marzo      | Dura (i)          | 35.000+H  | Ivan Dodig (310.º)           |
| Nápoles             | 30 de marzo      | Tierra batida     | 100.000+H | Pablo Cuevas (129.º)         |
| Saint-Brieuc        | 30 de marzo      | Tierra batida (i) | 35.000+H  | Josselyn Ouanna (153.º)      |
| Atenas              | 6 de abril       | Tierra batida     | 100.000+H | Rui Machado (136.º)          |
| Baton Rouge         | 6 de abril       | Dura              | 50.000    | Benjamin Becker (131.º)      |
| San Luis Potosí     | 6 de abril       | Tierra batida     | 35.000+H  | Santiago Giraldo (147.º)     |
| Monza               | 6 de abril       | Tierra batida     | 35.000+H  | David Marrero (186º)         |
| Johannesburgo       | 13 de abril      | Dura              | 100.000+H | Fabrice Santoro (52.º)       |
| Ciudad de México    | 13 de abril      | Dura              | 35.000+H  | Dick Norman (301º)           |
| Roma                | 13 de abril      | Tierra batida     | 35.000+H  | Sebastián Decoud (173º)      |
| Sofía               | 20 de abril      | Tierra batida     | 100.000+H | Ivo Minář (96.º)             |
| Tallahassee         | 20 de abril      | Dura              | 50.000    | John Isner (123.º)           |
| Roma-2              | 20 de abril      | Tierra batida     | 35.000+H  | Daniel Köllerer (100.º)      |
| Túnez               | 27 de abril      | Tierra batida     | 125.000+H | Gastón Gaudio (762.º)        |
| Rodas               | 27 de abril      | Dura              | 100.000+H | Benjamin Becker (126.º)      |
| Ostrava             | 27 de abril      | Tierra batida     | 50.000    | Jan Hájek (368.º)            |
| Pereira             | 27 de abril      | Tierra batida     | 35.000+H  | Alejandro Falla (205.º)      |
| Tenerife            | 27 de abril      | Dura              | 35.000+H  | Marco Chiudinelli (304.º)    |
| Ramat Hasharon      | 4 de mayo        | Dura              | 100.000   | Yen-Hsun Lu (67.º)           |
| Savannah            | 4 de mayo        | Tierra batida     | 50.000    | Michael Russell (201.º)      |
| Sanremo             | 4 de mayo        | Tierra batida     | 35.000+H  | Kevin Anderson (169º)        |
| Burdeos             | 11 de mayo       | Tierra batida     | 100.000+H | Marc Gicquel (58.º)          |
| Busán               | 11 de mayo       | Dura              | 75.000+H  | Danai Udomchoke (139.º)      |
| Izmir               | 11 de mayo       | Dura              | 75.000+H  | Andrea Stoppini (224.º)      |
| Zagreb              | 11 de mayo       | Tierra batida     | 50.000+H  | Marcos Daniel (118.º)        |
| Sarasota            | 11 de mayo       | Tierra batida     | 50.000    | James Ward (271.º)           |
| Blumenau            | 11 de mayo       | Tierra batida     | 35.000+H  | Marcelo Demoliner (398.º)    |
| Cremona             | 18 de mayo       | Dura              | 35.000+H  | Benjamin Becker (101.º)      |
| Fergana             | 18 de mayo       | Dura              | 35.000+H  | Lukáš Lacko (269.º)          |
| Carson-2            | 25 de mayo       | Dura              | 50.0000   | Michael Russell (166.º)      |
| Alessandria         | 25 de mayo       | Tierra batida     | 35.000+H  | Blaz Kavcic (234º)           |
| Karlsruhe           | 25 de mayo       | Tierra batida     | 35.000+H  | Florian Mayer (205.º)        |
| Prostejov           | 1 de junio       | Tierra batida     | 125.000+H | Jan Hájek (288.º)            |
| Fürth               | 1 de junio       | Tierra batida     | 50.000+H  | Peter Luczak (206.º)         |
| Nottingham          | 1 de junio       | Césped            | 50.000    | Brendan Evans (159º)         |
| Yuba City           | 1 de junio       | Dura              | 50.000    | Ryler de Heart (273.º)       |
| Lugano              | 8 de junio       | Tierra batida     | 100.000+H | Stanislas Wawrinka (19.º)    |
| Košice              | 8 de junio       | Tierra batida     | 35.000+H  | Stephane Robert (210.º)      |
| Bytom               | 15 de junio      | Tierra batida     | 35.000+H  | Laurent Recouderc (140.º)    |
| Milán               | 15 de junio      | Tierra batida     | 35.000+H  | Alessio di Mauro (181.º)     |
| Reggio Emilia       | 22 de junio      | Tierra batida     | 50.000+H  | Paolo Lorenzi (203.º)        |
| Constanta           | 22 de junio      | Tierra batida     | 35.000+H  | Blaz Kavcic (187.º)          |
| Braunschweig        | 29 de junio      | Tierra batida     | 125.000+H | Óscar Hernández (75.º)       |
| Turín               | 29 de junio      | Tierra batida     | 100.000+H | Potito Starace (80.º)        |
| Winnetka            | 29 de junio      | Dura              | 50.000    | Alex Kuznetsov (404º)        |
| Rijeka              | 29 de junio      | Tierra batida     | 35.000+H  | Paolo Lorenzi (203.º)        |
| Pozoblanco          | 6 de julio       | Dura              | 100.000+H | Karol Beck (125.º)           |
| Scheveningen        | 6 de julio       | Tierra batida     | 75.000+H  | Kristof Vliegen (67.º)       |
| Oberstaufen         | 6 de julio       | Tierra batida     | 35.000+H  | Robin Vik (339.º)            |
| San Benedetto       | 6 de julio       | Tierra batida     | 35.000+H  | Fabio Fognini (80.º)         |
| Bogotá-2            | 13 de julio      | Tierra batida     | 125.000+H | Marcos Daniel (97.º)         |
| Aptos               | 13 de julio      | Dura              | 75.000    | Chris Guccione (137.º)       |
| Rímini              | 13 de julio      | Tierra batida     | 50.000+H  | Thomaz Bellucci (141.º)      |
| Mánchester          | 13 de julio      | Césped            | 35.000+H  | Olivier Rochus (105.º)       |
| Poznan              | 20 de julio      | Tierra batida     | 75.000+H  | Peter Luczak (137.º)         |
| Penza               | 20 de julio      | Dura              | 50.000+H  | Mijaíl Kukushkin (169º)      |
| Lexington           | 20 de julio      | Dura              | 50.000    | Harel Levy (179.º)           |
| Manta               | 20 de julio      | Dura              | 35.000+H  | Horacio Zeballos (113.º)     |
| Recanati            | 20 de julio      | Dura              | 35.000+H  | Stephane Bohli (165.º)       |
| Orbetello           | 27 de julio      | Tierra batida     | 100.000+H | Alexander Dolgopolov (286.º) |
| Granby              | 27 de julio      | Dura              | 50.000+H  | Xavier Malisse (253.º)       |
| Saransk             | 27 de julio      | Tierra batida     | 50.000    | Iñigo Cervantes (290º)       |
| Tampere             | 27 de julio      | Tierra batida     | 50.000    | Thiemo de Bakker (256º)      |
| Belo Horizonte      | 27 de julio      | Dura              | 35.000+H  | Julio Silva (238.º)          |
| Segovia             | 3 de agosto      | Dura              | 125.000+H | Feliciano López (41.º)       |
| San Marino          | 3 de agosto      | Tierra batida     | 100.000+H | Andreas Seppi (48.º)         |
| Vancouver           | 3 de agosto      | Dura              | 100.000   | Marcos Baghdatis (136.º)     |
| Campos do Jordão    | 3 de agosto      | Dura              | 50.000+H  | Horacio Zeballos (97.º)      |
| Cordenons           | 10 de agosto     | Tierra batida     | 100.000+H | Peter Luczak (98.º)          |
| Binghamton          | 10 de agosto     | Dura              | 50.000    | Paul Capdeville (104.º)      |
| Estambul            | 10 de agosto     | Dura              | 50.000    | Ilia Marchenko (202.º)       |
| Brasilia            | 10 de agosto     | Dura              | 35.000+H  | Ricardo Mello (223º)         |
| Samarkand           | 10 de agosto     | Tierra batida     | 35.000+H  | Dustin Brown (380º)          |
| Vigo                | 10 de agosto     | Tierra batida     | 35.000+H  | Thiemo de Bakker (207.º)     |
| Trani               | 17 de agosto     | Tierra batida     | 50.000+H  | Daniel Koellerer (73.º)      |
| Ginebra             | 17 de agosto     | Tierra batida     | 35.000+H  | Dominik Meffert (198.º)      |
| Karshi              | 17 de agosto     | Dura              | 35.000+H  | Rainer Eitzinger (353.º)     |
| San Sebastián       | 17 de agosto     | Tierra batida     | 35.000+H  | Thiemo de Bakker (169º)      |
| Manerbio            | 24 de agosto     | Tierra batida     | 75.000+H  | Federico del Bonis (342º)    |
| Almaty              | 24 de agosto     | Dura              | 35.000+H  | Ivan Sergeyev (232º)         |
| Braşov              | 31 de agosto     | Tierra batida     | 35.000+H  | Thiemo de Bakker (151º)      |
| Como                | 31 de agosto     | Tierra batida     | 35.000+H  | Alexander Dolgopolov (192º)  |
| Freudenstadt        | 31 de agosto     | Tierra batida     | 35 000+H  | Jan Hájek (147.º)            |
| Génova              | 7 de septiembre  | Tierra batida     | 100 000+H | Alberto Martín (93.º)        |
| Sevilla             | 7 de septiembre  | Tierra batida     | 50 000+H  | Pere Riba (157.º)            |
| Alphen aan den Rijn | 7 de septiembre  | Tierra batida     | 50.000    | Stephane Robert (166.º)      |
| Saint-Rémy          | 7 de septiembre  | Dura              | 50.000    | Marcos Baghdatis (110.º)     |
| Szczecin            | 14 de septiembre | Tierra batida     | 125.000+H | Evgueni Korolev (80.º)       |
| Cali                | 14 de septiembre | Tierra batida     | 75.000+H  | Alejandro Falla (160º)       |
| Banja Luka          | 14 de septiembre | Tierra batida     | 50.000+H  | Daniel Gimeno (101.º)        |
| Todi                | 14 de septiembre | Tierra batida     | 50.000+H  | Simon Greul (65º)            |
| Tulsa               | 14 de septiembre | Dura              | 50.000    | Taylor Dent (196º)           |
| Bogotá-3            | 21 de septiembre | Tierra batida     | 75.000+H  | Carlos Salamanca (251º)      |
| Trnava              | 21 de septiembre | Tierra batida     | 75.000    | Alexander Dolgopolov (162º)  |
| Liubliana           | 21 de septiembre | Tierra batida     | 50.000    | Paolo Lorenzi (126.º)        |
| Palermo             | 21 de septiembre | Tierra batida     | 35.000+H  | Adrian Ungur (305.º)         |
| Buenos Aires        | 28 de septiembre | Tierra batida     | 75.000+H  | Horacio Zeballos (73.º)      |
| Nápoles-2           | 28 de septiembre | Tierra batida     | 75.000+H  | Frederico Gil (100º)         |
| Quito               | 28 de septiembre | Tierra batida     | 35.000+H  | Carlos Salamanca (192.º)     |
| Mons                | 5 de octubre     | Dura (i)          | 125.000+H | Janko Tipsarević (60.º)      |
| Montevideo          | 5 de octubre     | Tierra batida     | 75.000+H  | Pablo Cuevas (54.º)          |
| Tarragona           | 5 de octubre     | Tierra batida     | 50.000+H  | Daniel Gimeno-Traver (112.º) |
| Sacramento          | 5 de octubre     | Dura              | 50.000    | Santiago Giraldo (114.º)     |
| Taskent             | 12 de octubre    | Dura              | 125.000+H | Marcos Baghdatis (87.º)      |
| Asunción            | 12 de octubre    | Tierra batida     | 75.000+H  | Ramón Delgado (406.º)        |
| Rennes              | 12 de octubre    | Dura (i)          | 75.000+H  | Alejandro Falla (127.º)      |
| Kolding             | 12 de octubre    | Dura (i)          | 50.000    | Alex Bogdanovic (238º)       |
| Tiburon             | 12 de octubre    | Dura              | 50.000    | Go Soeda (174º)              |
| Orleáns             | 19 de octubre    | Dura(i)           | 125.000+H | Xavier Malisse (139.º)       |
| Santiago            | 19 de octubre    | Tierra batida     | 100.000+H | Eduardo Schwank (198.º)      |
| Calabasas           | 19 de octubre    | Dura(i)           | 50.000    | Donald Young (197.º)         |
| Florianópolis       | 19 de octubre    | Tierra batida     | 35.000+H  | Guillaume Rufin (242.º)      |
| Seúl                | 26 de octubre    | Dura              | 125.000+H | Lukáš Lacko (126.º)          |
| São Paulo-2         | 26 de octubre    | Tierra batida     | 75.000+H  | Thomaz Bellucci (43.º)       |
| Astaná              | 2 de noviembre   | Dura(i)           | 125.000   | Andrey Golubev (139.º)       |
| Chuncheon           | 2 de noviembre   | Dura              | 100.000+H | Yen-Hsun Lu (118.º)          |
| Medellín            | 2 de noviembre   | Tierra batida     | 50.000+H  | Juan Ignacio Chela (92.º)    |
| Charlottesville     | 2 de noviembre   | Dura              | 50.000    | Kevin Kim (87.º)             |
| Eckental            | 2 de noviembre   | Carpeta (i)       | 35.000+H  | Daniel Brands (123.º)        |
| Aquisgrán           | 9 de noviembre   | Carpeta (i)       | 50.000+H  | Rajeev Ram (97.º)            |
| Guayaquil           | 9 de noviembre   | Tierra batida     | 50.000+H  | Nicolás Lapentti (116.º)     |
| Jersey-2            | 9 de noviembre   | Dura (i)          | 50.000    | Jarkko Nieminen (109.º)      |
| Knoxville           | 9 de noviembre   | Dura (i)          | 50.000    | Taylor Dent (105.º)          |
| Bratislava          | 16 de noviembre  | Dura (i)          | 125.000   | Michael Berrer (127.º)       |
| Champaign           | 16 de noviembre  | Dura (i)          | 50.000    | Michael Russell (101.º)      |
| Lima                | 16 de noviembre  | Tierra batida     | 50.000    | Eduardo Schwank (137.º)      |
| Yokohama            | 16 de noviembre  | Dura              | 50.000    | Takao Suzuki (339.º)         |
| Cancún              | 16 de noviembre  | Tierra batida     | 35.000+H  | Nicolás Massú (128.º)        |
| Helsinki            | 23 de noviembre  | Carpeta (i)       | 125.000+H | Michal Przysiezny (298.º)    |
| Puebla              | 23 de noviembre  | Dura              | 35.000+H  | Ramón Delgado (270.º)        |
| Toyota              | 23 de noviembre  | Carpeta (i)       | 35.000+H  | Uladzimir Ignatik (258.º)    |
| Salzburgo           | 30 de noviembre  | Dura (i)          | 75.000    | Michael Berrer (100º)        |
| Khanty-Mansiysk     | 30 de noviembre  | Carpeta (i)       | 50.000+H  | Konstantin Kravchuk (353º)   |

## Jugadores con más títulos
- Con 5 títulos
  -  Horacio Zeballos (Bucaramanga, Bogotá-1, Manta, Campos do Jordao y Buenos Aires)
- Con 4 títulos
  -  Benjamin Becker (Heilbronn, Baton Rouge, Rodas, Cremona)
  -  Thiemo de Bakker (Tampere, Vigo, San Sebastián, Braşov)
- Con 3 títulos
  -  Marcos Baghdatis (Vancouver, Saint-Remy-de-Provence, Tashkent)
  -  Marcos Daniel (Marrakech, Zagreb, Bogotá-2)
  -  Oleksandr Dolgopolov (Orbetello, Como, Trnava)
  -  Alejandro Falla (Pereira, Cali, Rennes)
  -  Santiago Giraldo (Salinas, San Luis Potosí, Sacramento)
  -  Jan Hájek (Ostrava, Prostejov, Freudenstadt)
  -  Paolo Lorenzi (Reggio Emilia, Rijeka, Liubliana)
  -  Peter Luczak (Furth, Poznan, Cordenons)
  -  Michael Russell (Savannah, Carson-2, Champaign)

## Países con más títulos
- 1)  Estados Unidos 14 (Numea, Carson-1, Dallas, Tallahassee, Savannah, Carson-2, Nottingham, Yuba City, Winnetka, Tulsa, Calabasas, Charlottesville, Aquisgrán, Knoxville, Champaign)
- 2)  Alemania 13 (Heilbronn, Breslavia, Bangkok, Korat, Baton Rouge, Rodas, Cremona, Karlsruhe, Ginebra, Todi, Eckental, Bratislava, Salzburgo)
- 2)  Argentina 13 (Iquique, Bucaramanga, Providencia, Bogotá-1, Roma, Túnez, Manta, Campos do Jordao, Manerbio, Buenos Aires, Santiago, Medellín, Lima)
- 4)  España 9 (Tánger, Monza, Braunschweig, Saransk, Segovia, Génova, Sevilla, Banja Luka, Tarragona)
- 4)  Francia 9 (Cherbourg, Rabat, Saint-Brieuc, Johannesburgo, Burdeos, Kosice, Bytom, Alphen aan den Rijn, Florianópolis)